# Charles Basil Price
Charles Basil Price, kanadski general, * 12. december 1889, † 15. februar 1975.
Med drugo svetovno vojno je sprva bil poveljnik 3. kanadske pehotne divizije (14. marec 1941 - 7. september 1942), nato pa je postal čezmorski komisar Rdečega križa Kanade; v svoji vlogi je tako skrbel za oskrbo zavezniških vojnih ujetnikov s paketi. Po vojni je neuspešno hotel vstopiti v politiko, a mu ni uspela izvolitev v kanadski parlament.